# Ascensionral
De Ascensionral (Mundia elpenor) is een uitgestorven vogel uit de familie van de rallen, koeten en waterhoentjes (Rallidae).

## Verspreiding en leefgebied
Deze soort was endemisch op het eiland Ascension, een eiland in de Atlantische Oceaan.